# Henri Beyens

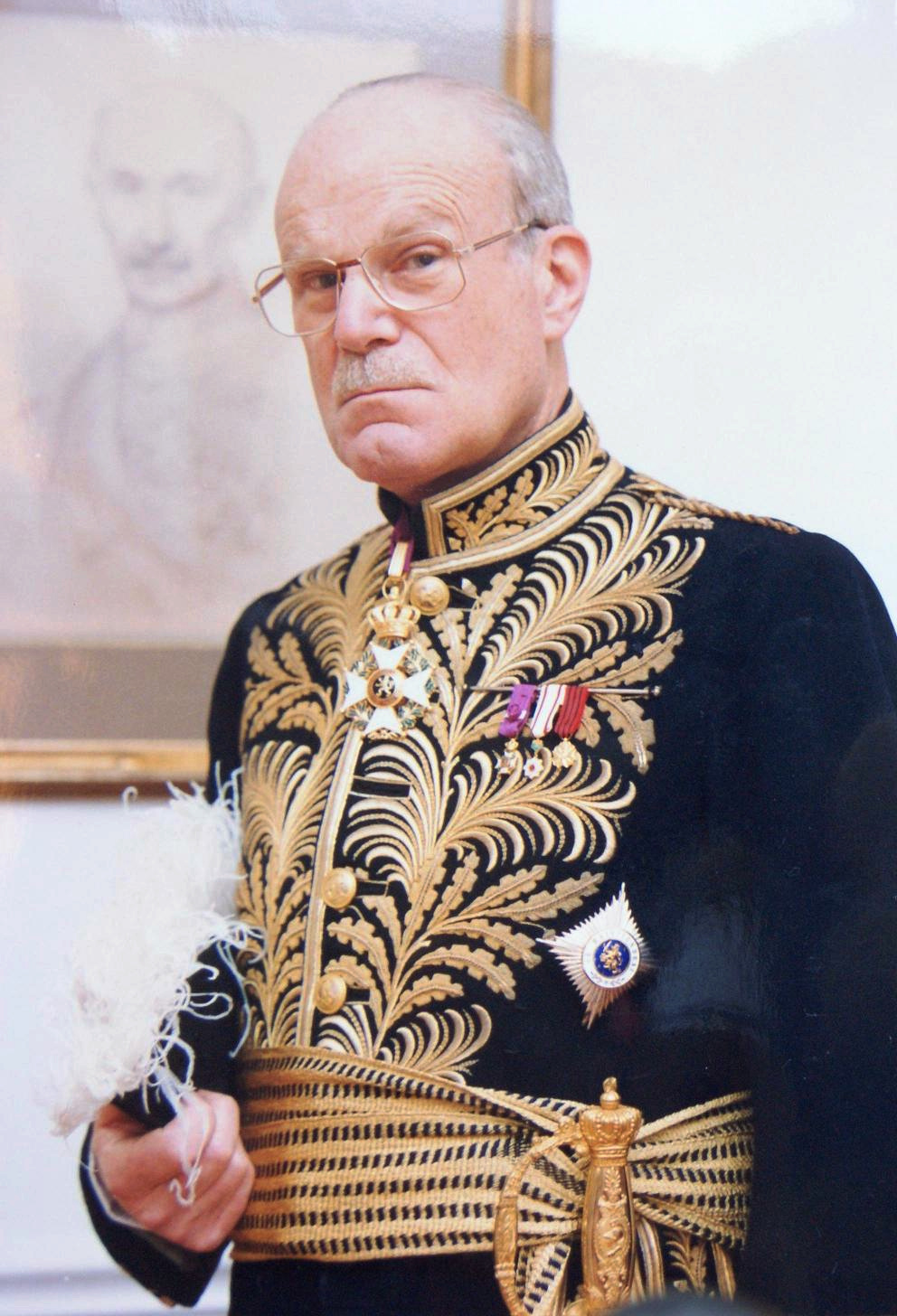
Henri Beyens

Henri Beyens  (* 1932; † 30. April 2018) war ein belgischer Diplomat, zuletzt im Rang eines Botschafters.

## Leben
Henri Beyens trat 1957 in den auswärtigen Dienst. Im Jahr 1965 war er Botschaftssekretär erster Klasse in Havanna. Er war in Paris, Islamabad, Tokio, Rio de Janeiro und Den Haag akkreditiert. Von 1987 bis 1991 war Beyens Botschafter in Prag. Bei der UNESCO in Paris engagierte er sich für die Feier des 400. Geburtstages von Anthonis van Dyck.
Seit Frühjahr 2005 ist die Botschafteruniform von Henri Beyens im Musée Royal de l’Armée ausgestellt.

## Veröffentlichungen
- Il y a vingt ans, à Prague, un tournant de l’histoire : la révolution de velours, Ausgabe 11/12 von 2009 Revue Générale